# Oberes Wiedtal
Koordinaten: 50° 37′ 32″ N, 7° 46′ 46″ O

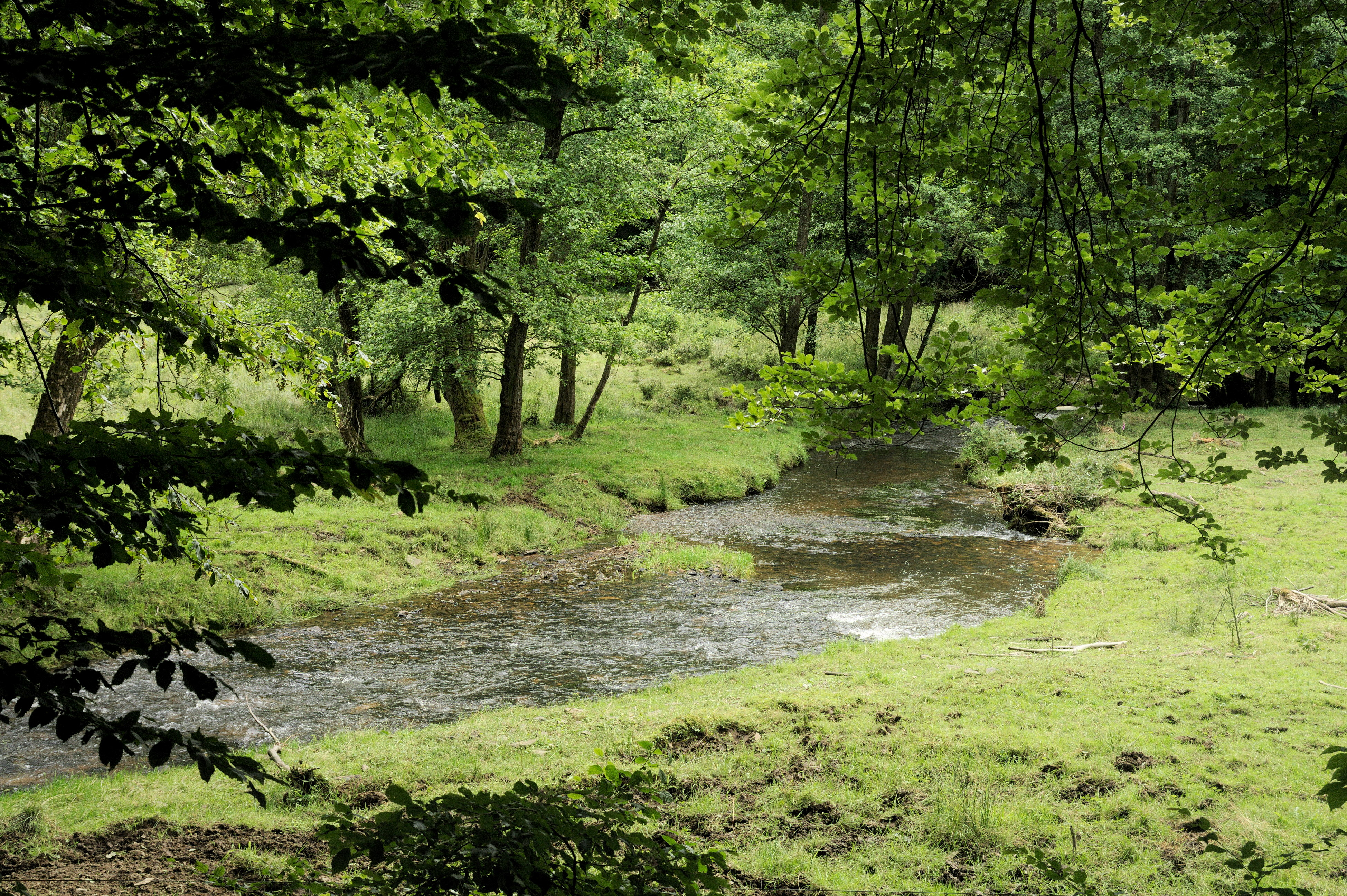
Naturschutzgebiet Oberes Wiedtal (Juli 2016)

Das Naturschutzgebiet Oberes Wiedtal ist das größte Naturschutzgebiet im Westerwaldkreis in Rheinland-Pfalz. Das 204 ha große Gebiet, das im Jahr 2008 unter Naturschutz gestellt wurde, erstreckt sich südöstlich der Ortsgemeinde Wied. Westlich des Gebietes verläuft die B 8, östlich verläuft die Landesstraße L 292. Die Wied durchfließt Gebiet etwa in Nord-Süd-Richtung.
Schutzzweck ist die Erhaltung und Entwicklung des Oberlaufes der Wied als naturnaher Mittelgebirgsbach im Zusammenhang mit den im Gebiet vorhandenen, vielfältigen, unterschiedlichen Biotoptypen, wie Quellen, Bäche, Kleingewässer, Feuchtwiesen, Bruch-, Quell- und Bachuferwälder.